# Margarita Alijtjuk
Margarita Sergejevna Alijtjuk (ryska: Маргарита Сергеевна Алийчук), född den 10 augusti 1990 i Tomsk-7 i Ryska SFSR (nu Seversk i Ryssland), är en rysk gymnast.
Hon tog OS-guld i rytmisk gymnastik för trupper i samband med de olympiska gymnastiktävlingarna 2008 i Peking.